# Tuyên Lộ
Tuyên Lộ (tiếng Trung: 宣璐; bính âm: Xuān lù; sinh ngày 15 tháng 1 năm 1991) là nữ diễn viên, vũ công người Trung Quốc. Cô ra mắt trong bộ phim truyền hình Hồng lâu mộng (2010) và được biết đến nhiều hơn với vai diễn trong bộ phim truyền hình lịch sử "Vũ Lạc Truyền Kỳ" (2013). Vai diễn nổi bật của cô là vai Giang Yếm Ly trong web-drama đình đám năm 2019 Trần Tình Lệnh. Năm 2020, cô trở nên nổi tiếng với vai chính trong "Làm sao, Boss lại làm sao nữa?".

## Phim

### Phim điện ảnh
| Năm  | Tên phim      | Tên tiếng Trung | Vai diễn       | Ghi chú |
| ---- | ------------- | --------------- | -------------- | ------- |
| 2013 | Misfire       | 弹无虚发        | Dan Qing       | [ 1 ]   |
| 2014 | Midnight Hair | 夜半梳头        | Hiểu Hàm       | [ 2 ]   |
| 2016 | Man Hunters   | 侠捕            | Đinh Thiền Nhi |         |

### Phim truyền hình
| Năm  | Tên phim                                 | Tên tiếng Anh                             | Tên tiếng Trung        | Vai diễn                              | Ghi chú                                | Tham khảo |
| ---- | ---------------------------------------- | ----------------------------------------- | ---------------------- | ------------------------------------- | -------------------------------------- | --------- |
| 2009 | Cô gái vội vã                            | Girl Rushes Forward                       | 女孩冲冲冲             | Lỗ Túc                                | Vai phụ                                | [ 3 ]     |
| 2010 | Hồng lâu mộng                            | The Dream of Red Mansions                 | 红楼梦                 | Tuyết Nhạn                            | Vai phụ                                | [ 4 ]     |
| 2013 | Huyết Thệ                                | Blood Promise                             | 血誓                   | Long Tú                               | Vai phụ                                | [ 5 ]     |
| 2013 | Vũ Nhạc Truyền Kỳ                        | Legend of SouthWest Dance and Music       | 舞乐传奇               | Lan Mã San Đế                         | Vai phụ                                | [ 6 ]     |
| 2014 | Nương Tâm Kế                             | Mother's Scheme                           | 娘心计                 | Tiểu Nam                              | Vai phụ                                | [ 7 ]     |
| 2014 | Kỳ hạn để yêu anh                        | Expiration Date to Fall in Love with You  | 有效期限爱上你         | Giang Lê                              | Vai phụ                                | [ 8 ]     |
| 2014 | Chải tóc Lúc Nửa Đêm                     |                                           | 夜半梳头               | Hiểu Hàm                              | Vai phụ                                |           |
| 2014 | Hiệp Bộ                                  |                                           | 侠捕                   | Đinh Thiền Nhi                        | Vai chính                              |           |
| 2015 | Ngọ Dạ Hồ Điệp                           | Midnight Taxi                             | 午夜蝴蝶               | Lâm Phương Phương                     | Vai chính                              | [ 9 ]     |
| 2015 | Đại Ương Ca                              | Yangko Dance                              | 大秧歌                 | Hoài Hoa                              | Vai phụ                                | [ 10 ]    |
| 2015 | Dẫn độ linh hồn 2 (Chuyến đò linh hồn 2) | The Ferryman 2                            | 灵魂摆渡2              | Phỉ Thúy                              | Vai phụ                                | [ 11 ]    |
| 2016 | Dẫn độ linh hồn 3                        | The Ferryman 3                            | 灵魂摆渡3              | Phỉ Thúy/ Hổ Phách                    | Vai phụ                                | [ 12 ]    |
| 2016 | Thân ái! Đã lâu không gặp.               | Destiny of Love                           | 亲爱的! 好久不见       | Triệu Mân Âm                          | Vai phụ                                | [ 13 ]    |
| 2017 | Huyết Tệ                                 | City of Smoke                             | 决币                   | Triệu Viên                            | Vai phụ                                | [ 14 ]    |
| 2017 | Hoa Tạ Hoa Phi Hoa Mãn Thiên             | As Flowers Fade and Fly Across the Sky    | 花谢花飞花满天         | Hoa Sính Đình                         | Vai phụ                                | [ 15 ]    |
| 2018 | Như Ý truyện                             | Ruyi's Royal Love in the Palace           | 如懿传                 | Trưởng Công chúa Hằng Sước            | Vai phụ                                | [ 16 ]    |
| 2018 | Dương Lang truyện                        | Royal Highness                            | 回到明朝当王爷之杨凌传 | Chu Tú Ninh/ Vĩnh Phúc công chúa      | Vai phụ                                | [ 17 ]    |
| 2018 | Vấn Thiên Lục Chi Thiếu Niên Chung Quỳ   | The Unknown: Legend of Exorcist Zhong Kui | 问天录之少年钟馗       | Liễu Hàm Yên                          | Vai phụ                                | [ 18 ]    |
| 2019 | Trần Tình Lệnh                           | The Untamed                               | 陈情令                 | Giang Yếm Ly                          | Vai phụ                                | [ 19 ]    |
| 2019 | Học Viện Quân Sự Liệt Hỏa                | Arsenal Military Academy                  | 烈火军校               | Bạch Bích Vân                         | Vai phụ                                |           |
| 2019 | Ám Hắc Dã 3                              |                                           | 暗黑者3                |                                       | khách mời                              |           |
| 2019 | Trọng lực của cầu vồng                   | The Gravity of a Rainbow                  | 彩虹的重力             | Hà Thái Hồng                          | Vai chính, đóng cặp với Cao Dĩ Tường   | [ 20 ]    |
| 2019 | Đôi mắt Thiên Thần                       | Angel's Eyes                              | 天使的眼睛             | Giang Khả Nhi/ Giang Tiểu Đồng, An Kỳ | Vai chính, đóng cặp với Vương Vũ Tranh | [ 21 ]    |
| 2020 | Giữa chốn Bồng Lai                       | Fairyland Lovers                          | 蓬莱间                 | Linh Lung                             | Vai phụ                                | [ 22 ]    |
| 2020 | Làm sao, Boss lại làm sao nữa?           | Well Dominated Love                       | 奈何BOSS又如何         | Nhiếp Tinh Thần                       | Vai chính                              | [ 23 ]    |
| 2021 | Tiểu thư quạ đen và tiên sinh thằn lằn   | Miss Crow And Mr. Lizard                  | 乌鸦小姐与蜥蜴先生     | Trần Văn Văn                          | Cameo                                  |           |
| 2021 | Ngọc Lâu Xuân                            | Song of Youth                             | 玉楼春                 | Phan Tế Nương                         | Cameo                                  |           |
| 2021 | Dữ Quân Ca (Mộng tỉnh Trường An)         | Dream of Chang An                         | 梦醒长安               | Cừu Yên Chức/ Vương Nhược Thanh       | Vai phụ                                |           |
| 2021 |                                          | Rose and Gun                              | 许你岁月静好           |                                       | Vai chính, đóng cặp với Kim Hạn        |           |
| 2022 | Thả thí thiên hạ                         | Who Rules The World                       | 且试天下               | Phượng Thê Ngô                        | Vai phụ                                |           |
| TBA  | Nam Yên Trai Bút Lục                     | The Love of Hypnosis                      | 南烟斋笔录             | Ngôn Tố Vi                            | Vai phụ                                | [ 24 ]    |
| TBA  | Thanh xuân sáng thế kỷ                   | We Are Young                              | 青春创世纪             | Trương Giai Vân                       | Vai phụ                                | [ 25 ]    |
| TBA  | Trần duyên                               | Chen Yuan                                 | 尘缘                   |                                       | Vai phụ                                |           |
| TBA  | Mạt Đại Trù Nương                        | The last cook                             | 末代廚娘               | Qin Yao                               | Vai phụ                                |           |
| TBA  | Người thừa kế tỷ đô                      | Billion Dollar Heir                       | 亿万继承人             | Khổng San San                         |                                        |           |
| TBA  | Dữ Phượng Hành                           | The Legend of Shen Li                     | 与凤行                 | Lưu Vũ                                | Vai phụ                                |           |

## Chương trình tạp kỹ
| Năm  | Tên                               | Tên tiếng Trung      | Vai trò   | Kênh          | Ghi chú |
| ---- | --------------------------------- | -------------------- | --------- | ------------- | ------- |
| 2019 | Miss Voice                        | 这样唱好美           | Thí sinh  | IQIYI         | [ 26 ]  |
| 2019 | Trò chơi Siêu Tân Tinh mùa 2      | 超新星全运会第二季   | Thí sinh  | Tencent Video |         |
| 2020 | Dương Quang Tỷ Muội Đào           | 阳光姐妹淘           | Khách mời | Giang Tô TV   |         |
| 2020 | Trò chơi Siêu Tân Tinh mùa 3      | 超新星运动会第三季   | Thí sinh  | Tencent Video |         |
| 2021 | Tỷ tỷ đạp gió rẽ sóng             | 乘风破浪的姐姐第二季 | Thí sinh  | Mango TV      |         |
| 2021 | Kim lăng thập nhị thoa            | 金陵十二钗           | Khách mời |               |         |
| 2021 | Tín hiệu trái tim rung động mùa 4 | 心动的信号第四季     | Khách mời | Tencent Video |         |
| 2021 | Dương Quang Tỷ Muội Đào           | 阳光姐妹淘           | Khách mời | Giang Tô TV   |         |

## Âm nhạc
| Năm  | Tên bài hát          | Tên tiếng Trung | Ghi chú               |
| ---- | -------------------- | --------------- | --------------------- |
| 2019 | Quãng đời còn lại    | 余生漫漫        | [ 27 ]                |
| 2020 | Chuyển phát tình yêu | 爱情速递        | với Tào Dục Thần      |
| 2021 | Another Me           | 不是我的我      | Với Cường Đông Nguyệt |